# Yukarıçavuş, Yenice
Yukarıçavuş là một xã thuộc huyện Yenice, tỉnh Çanakkale, Thổ Nhĩ Kỳ. Dân số thời điểm năm 2011 là 144 người.